# René Verheyen
René Verheyen (21 de março de 1952) é um treinador e ex-futebolista belga que competiu na Copa do Mundo FIFA de 1982.

## Carreira
Ele foi vice-campeão europeu pela seleção de seu país no Campeonato Europeu de Futebol de 1980, sediado na Itália.